# Bastremoli
Bastremoli (Bastrèe in ligure) è una frazione di 283 abitanti nel comune di Follo, nella Bassa Val di Vara, in provincia della Spezia.

## Storia

### Età Antica
Bastremoli ha origini antiche: già i Romani ne parlavano, con la frase "Baster muli non mittimus", ossia "non possiamo mettere il basto ai muli", riferito all'ostinata resistenza degli abitanti di allora. 

### Età Medievale
In un documento del Codice Pelavicino datato all'11 luglio 1279 si legge: "§ In domo illorum de Cuspedo et de Bastremo: omni anno I amiscere. [...] § In Bastremo sunt homines domini Aldevrandi, scilicet Martinetus, Paganetus Lanfranchinus de Casavegia, filia Guidolini et tenuta de Cafagio quam tenet dominus Aldevrandus in se". Nel medioevo era altresì presente un castello, del quale sono visibili tuttora i resti.

### Età Moderna
Nel 1536 la Comunità di Bastremoli si dotò di propri Statuti che regolamentarono la vita della comunità fino all'età napoleonica, quando il borgo divenne comune autonomo e venne successivamente assorbito da Follo nel 1806.

### Età Contemporanea
Nel 1829 il borgo dette i natali al politico Giobatta Paita.

## Monumenti e luoghi d'interesse

### Architetture religiose
- Chiesa di San Martino Vescovo.

### Architetture militari
- Resti del Castello di Bastremoli, tuttora visibili.

## Festività
- Festività della Nascita di Maria, 8 settembre:
- Sagra della torta, luglio;